# تاريخ بلغاريا
تاريخ بلغاريا في القرن 11 انهارت الإمبراطورية البلغارية الأولى بفعل الهجمات الروثينية والبيزنطية، وأصبحت جزءاً من الإمبراطورية البيزنطية حتى 1185. حيث حصلت الانتفاضة الكبرى بقيادة الأخوين من سلالة آسين - آسين وبيتر-، فقاما بإعادة بناء الدولة البلغارية ليشكلا الإمبراطورية البلغارية الثانية.[بحاجة لمصدر] بعد أن وصلت ذروتها في سنة 1230م
مع انهيار الدولة العثمانية بعد 1700، بدأت بوادر الإنتعاش في الظهور. من القرن 19، أصبح إحياء البلغارية الوطنية عنصرا رئيسيا في الكفاح من أجل الاستقلال، والتي ستتوج في انتفاضة أبريل فاشلة في عام 1876، مما دفع إلى الحرب الروسية التركية 1877-1878 من تحرير واللاحقة من بلغاريا. ورفض معاهدة سان ستيفانو الأولي التي تقوم بها الدول العظمى الغربية، ومعاهدة برلين التالية للأراضي بلغاريا محدودة لMoesia ومقاطعة صوفيا. هذا اليسار البلغار عرقية كثيرة من حدود الدولة الجديدة، التي تعرف النهج العسكري في بلغاريا الشئون الإقليمية والولاء لألمانيا في الحربين العالميتين معا.
بعد الحرب العالمية الثانية أصبحت دولة بلغاريا الشيوعية،حيث اصبح تودور جيفكوف يسيطر عليها لمدة 35 عاما. وجاء التقدم الاقتصادي في بلغاريا في عهد إلى نهايته في عام 1980، وانهيار النظام الشيوعي في أوروبا الشرقية يمثل نقطة تحول بالنسبة لتنمية البلاد. كانت سلسلة من الأزمات في سنة 1990 الكثير من الصناعة والزراعة في بلغاريا في حالة من الفوضى، على الرغم من أن فترة الاستقرار النسبي بدأت مع انتخاب سيميون ساكس كوبورغ غوتا رئيسا للوزراء في عام 2001. انضمت بلغاريا حلف شمال الأطلسي في عام 2004 والاتحاد الأوروبي في عام 2007.

## ما قبل التاريخ والعصور القديمة
نُقبَ في بقايا إنسان وجدت في بلغاريا في الكهف كيرو باتشو. مع العمر التقريبي لل46000 سنة، بقايا تتكون من زوج من الفكين الإنسان مجزأة، ولكن ومن المتنازع عليها ما إذا كانت هذه البشر في وقت مبكر هومو كانت في واقع الأمر متعلق بالإنسان الحديث أو إنسان نياندرتال [4] أقرب المساكن في بلغاريا - وستارا زاغورا مساكن العصر الحجري الحديث - تاريخ من 6,000 قبل الميلاد وهم أكبر سنا من صنع الإنسان التراكيب المكتشفة حتى الآن، في المرتبة الثانية بعد الحرم تيبي Göbekli في تركيا الآسيوية. [5] وبحلول نهاية العصر الحجري الحديث من وHamangia والثقافة فينكا المتقدمة على ما هو عليه اليوم وبلغاريا، ورومانيا الجنوبية وشرق صربيا. [6] [7]
وفارنا eneolithic الثقافة (5,000 قبل الميلاد) [8] يمثل الحضارة الأولى مع التسلسل الهرمي اجتماعية متطورة في أوروبا. محور هذه الثقافة هي مقبرة فارنا، التي اكتشفت في 1970s في وقت مبكر. وهو بمثابة أداة في فهم كيفية أقرب المجتمعات الأوروبية تعمل، [9] طقوس الدفن أساسا عن طريق الحفاظ عليها جيدا، والفخار، والمجوهرات الذهبية. الحلقات الذهبية، وقد تم إنتاج الأساور والأسلحة الاحتفالية التي اكتشفت في واحدة من المقابر بين BC 4600 و4200، مما يجعلها أقدم كنزا من الذهب تكتشف بعد في العالم. [10] ثقافة Karanovo المتقدمة في وقت واحد مع واحد في فارنا، وطبقات الأرض في أن تكون بمثابة مقياس لعصور ما قبل التاريخ stratigraphical في المنطقة على نطاق أوسع البلقان.
ويرتبط بعض من أقرب دليل على زراعة العنب وتدجين الحيوانات مع الثقافة السن Ezero برونزية. [11] كهف ماغورا الرسوم التاريخ من عصر نفسه، على الرغم من أن سنوات بالضبط من خلقهم لا يمكن أن يكون دبوس مدببة.

### الفترة الرومانية
في 188 قبل الميلاد غزا الرومان تراقيا، واستمرت حتى الحرب 46 م عندما غزا روما وأخيرا المنطقة. في 46 م، أنشأ الرومان محافظة Thracia الذي. من القرن 4th كان تراقيون هوية المركبة الأصلية، إذ أن «الرومان» المسيحيين الذين الحفاظ على بعض شعائرهم الوثنية القديمة. أصبح Thraco-الرومان مجموعة المهيمنة في المنطقة، وأسفرت في نهاية المطاف القادة العسكريين والعديد من الأباطرة مثل غاليريوس وقسطنطين الأول الكبير. أصبحت المراكز الحضرية متطورة، وخاصة أراضي ما يعرف اليوم صوفيا بسبب وفرة من الينابيع المعدنية. وقد تم اكتشاف المعابد حتى أوزوريس وإيزيس بالقرب من ساحل البحر الأسود [22]، وتدفق المهاجرين من جميع أنحاء الإمبراطورية المخصب المشهد الثقافي المحلي.
في وقت ما قبل دقلديانوس 300 م تقسم إلى أربع Thracia الذي أصغر المحافظات. في وقت لاحق في القرن 4th، وصلت مجموعة من القوط في شمال بلغاريا واستقر في وحول إعلان Istrum نيكوبوليس. Ulfilas تترجم هناك الأسقف القوطية الكتاب المقدس من اليونانية إلى القوطية، وخلق الأبجدية القوطية في هذه العملية. هذا هو أول كتاب مكتوب بلغة الجرمانية، ولهذا السبب على الأقل أحد المؤرخين يشير إلى Ulfilas بأنه «والد الأدب الجرمانية». [23] ونظرا لطبيعة الريفية للسكان المحليين، وظلت الرومانية السيطرة على المنطقة ضعيفة. في القرن 5th هاجم الهون أتيلا أراضي بلغاريا اليوم ونهبت العديد من المستوطنات الرومانية. بحلول نهاية القرن 6th الأفار تنظيم عمليات التوغل في شمال بلغاريا العادية، والتي كانت مقدمة لوصول بأعداد كبيرة من السلافيين.
خلال القرن 6th، كان التقليدية اليونانية والرومانية الثقافة لا تزال مؤثرة، ولكن الفلسفة والثقافة المسيحية كانت مسيطرة وبدأ يحل محله. [24] من القرن 7th اليونانية أصبحت اللغة السائدة في الكنيسة الرومانية الشرقية الإمبراطورية، والإدارة والمجتمع، لتحل محل اللاتينية. [25]

## العصور المظلمة

### السلاف
انبثق السلاف من موطنهم الأصلي (الأكثر اعتقادًا بأنهم كانوا في أوروبا الشرقية) في أوائل القرن السادس الميلادي وانتشروا في أغلب شرق أوروبا الوسطى وأوروبا الشرقية والبلقان، وبالتالي شكلوا ثلاثة فروع رئيسية - السلاف الغربيين والشرقيين والجنوبيين. استقر السلاف الجنوبيين في أقصى الشرق على أراضي بلغاريا الحديثة خلال القرن السادس.
نُسِبَ معظم التراقيون في نهاية المطاف إلى الهيلينجيون أو الرومان، مع آخر الناجيين منهم في المناطق النائية حتى القرن الخامس. استوعب جزء من السلاف الجنوبيين الشرقيين معظمهم قبل أن يدمج البلغار هذه الشعوب في الإمبراطورية البلغارية الأولى.

### البلغار
اعتُبر البلغار (المعروفين أيضًا بالبلغاريون أو البلغاريون البروتونيون) من أشباه البدو الذين ينحدرون من أصول تركية، وهم في الأصل من آسيا الوسطى، والذين سكنوا منذ القرن الثاني فصاعدًا في سهوب شمال القوقاز وحول ضفاف نهر الفولغا (آنذاك). أنشأ قسم منهم الإمبراطورية البلغارية الأولى. كان البلغار يحكمهم الخانات عن طريق الخلافة الوراثية. كانت هناك العديد من الأسر الأرستقراطية التي كان أفرادها، حاملين ألقاب عسكرية، يشكلون طبقة حاكمة مستقلة. آمن البلغار بتعدد الآلهة، لكن في المقام الأول كانت عبادة الإله الأعلى تنكري.

### بلغاريا العظمى القديمة
في عام 632، وحّد الخان كوبرات أكبر ثلاث قبائل من البلغار: الكاتريجور والأوتوجور والأونوجوندوري، وبالتالي تشكلت الدولة التي يطلق عليها المؤرخون الآن اسم بلغاريا العظمى (المعروفة أيضًا باسم الأونوغر). كان هذا البلد يقع بين المجرى السفلي لنهر الدانوب إلى الغرب والبحر الأسود وبحر آزوف إلى الجنوب ونهر كوبان إلى الشرق ونهر دونيتس إلى الشمال. تقع العاصمة باناجوريا على نهر آزوف.
في عام 635، وقّع كوبرات معاهدة سلام مع الإمبراطور هيراكليوس من الإمبراطورية البيزنطية، وتم بذلك توسيع مملكة بلغار إلى حدود البلقان. في وقت لاحق، تُوّج كوبرات بلقب باتريشيان من قِبَل هيراكليوس. اضطربت المملكة بعد موت كوبرات. بعد عدة حروب مع الخزر، هُزِم البلغار أخيرًا وهاجروا إلى الجنوب وإلى الشمال وإلى الغرب، بشكل أساسي إلى البلقان، حيث كانت تعيش معظم قبائل البلغار الأخرى، في ولاية تابعة للإمبراطورية البيزنطية منذ القرن الخامس.
قاد كوتراغ، أحد خلفاء خان كوبرات، تسع قبائل من البلغار إلى الشمال على طول ضفاف نهر الفولغا في ما يُعرف اليوم روسيا، ما أدى إلى إنشاء مملكة الفولغا البلغار في أواخر القرن السابع. أصبحت هذه المملكة فيما بعد المركز التجاري والثقافي للشمال بسبب موقعها الاستراتيجي الهام، ما أدى إلى احتكار التجارة بين العرب والنورديين والآفاريين. عُدّت مملكة الفولغا البلغار أول من هزم الفرس المنغوليين وقامت بحماية أوروبا لعقود، لكن بعد عدد لا يحصى من الغزوات المنغولية، دُمرت المملكة وذُبح معظم مواطنيها أو تم بيعهم كعبيد في آسيا.
ثمّة خليفة آخر لخان كوبرات، وهو أسباروخ (شقيق كوتراغ)، الذي انتقل غربًا واحتل بيسارابيا الجنوبية اليوم. بعد حرب ناجحة ضد البيزنطة في عام 680، شنّ أسباروخ غزوه على خانية سكيثيا الصغرى وتم الاعتراف بها كدولة مستقلة بموجب المعاهدة اللاحقة الموقعة مع الإمبراطورية البيزنطية عام 681. وعادةً ما تعتبر تلك السنة سنة تأسيس بلغاريا الحالية ويُعتبر أسباروخ أول حاكم بلغاري. جاءت مجموعة من البلغار، بقيادة شقيق أسباروخ الذي يُدعى كوبر، للاستقرار في بانونيا وفي وقت لاحق انتقلوا إلى مقدونيا.

## الإمبراطورية البلغارية الأولى (681 - 1018)
خلال أواخر الإمبراطورية الرومانية، غطّت عدة مقاطعات رومانية الأراضي التي تضم بلغاريا الحالية: سكيثيا (سكيثيا الصغرى) ومويسيا (العليا والسفلى) وتراقيا ومقدونيا (الأولى والثانية) وداقية (الساحلية والداخلية على جنوب الدانوب) وسمدرك ورودوب وهيميسمونتوس، وتمتعت بخليط سكاني من اليونانيين البيزنطيين والتراقيين والداقيين، الذين يتحدث معظمهم اليونانية أو عدة لغات تابعة للاتينية العامية. أدت عدة موجات متتالية من الهجرة السلافية طوال القرن السادس وأوائل القرن السابع إلى تغيير كبير في الديموغرافيا في المنطقة وكادت تكون سلافية كاملة.
بعد عهد أسباروخ، أصبح ابنه ووريث ترفيل حاكمًا. في بداية القرن الثامن، طلب الإمبراطور البيزنطي جستنيان الثاني من خان تيرفل المساعدة في استعادة عرشه، الذي حصل تيرفل من بعدها على منطقة زاغور من الإمبراطورية ودفع له كميات كبيرة من الذهب. حصل أيضًا على اللقب البيزنطي «القيصر». بعد عدة سنوات، قرر الإمبراطور خيانة بلغاريا ومهاجمتها، لكن جيشه سُحِق في معركة أنهيالو. بعد وفاة جستنيان الثاني، واصل البلغاريون حملاتهم ضد الإمبراطورية وفي عام 716 وصلوا إلى القسطنطينية. أجبر تهديد البلغاريين والخطر العربي في الشرق، الإمبراطور الجديد ثيودوسيوس الثالث على توقيع معاهدة سلام مع تيرفل. توجّب على الخليفة، ليو الثالث الإيساوري، أن يتعامل مع جيش من العرب مؤلف من 100,000 جندي تحت قيادة مسلمة بن عبد الملك إلى جانب أسطول مكون من 2500 سفينة تقوم بحصار القسطنطينية في عام 717. بالاعتماد على معاهدته مع بلغاريا، طلب الإمبراطور من خان تيرفل مساعدته في التعامل مع الغزو العربي. وافق تيرفل وأهلك العرب إلى خارج أسوار المدينة. تضرر الأسطول بشدة بسبب النار الإغريقية. أما السفن المتبقية فقد دمرتها عاصفة بعد محاولة للفرار. لذا انتهى الحصار العربي الثاني للقسطنطينية. بعد حكم تيرفل، كانت هناك تغييرات متكررة في المنازل الحاكمة والتي أدت إلى حالة من عدم الاستقرار ثم إلى أزمة سياسية.
بعد عدة عقود، في عام 768، حكم الخان تيليريج من دولو بلغاريا. لاقت حملته العسكرية الفشل ضد قسطنطين الخامس في عام 774. مع شعوره بالسعادة إثر نجاحه ضد تيليريج، أرسل الإمبراطور البيزنطي أسطول مكون من 2000 سفينة محملة بالفرسان. لكن الحملة قد فشلت بسبب الرياح الشمالية القوية بالقرب من ميسمبريا. كان تيليريج على علم بتزايد وجود الجواسيس في العاصمة بليسكا. ولتقليل هذا التأثير البيزنطي، أرسل رسالة إلى الإمبراطور يطلب فيها اللجوء في القسطنطينية ويريد أن يعرف أي من الجواسيس البيزنطيين يمكن أن يساعده في ذلك. بعد معرفة أسمائهم، قام بذبح كل واحد منهم في العاصمة. كان حكمه بمثابة نهاية الأزمة السياسية.
في ظل قيادة المحارب كروم خان البلغار (802-814)، توسعت بلغاريا في الشمال الغربي والجنوب وقام باحتلال الأراضي الواقعة بين نهري الدانوب الأوسط ومولدوفا، التي تشكل حاليًا رومانيا وصوفيا في عام 809 وأدرنة في عام 813، مع تهديد القسطنطينية نفسها. نفّذ كروم خان إصلاحات قانونية تهدف إلى الحد من الفقر وتعزيز الروابط الاجتماعية في دولته الموسعة.
أثناء حكم خان أومورتاج (814-831)، كانت الحدود الشمالية الغربية مع الإمبراطورية الفرنكوفونية مستقرة بقوة على طول الدانوب الأوسط. في العاصمة البلغارية بليسكا، تم بناء قصر ضخم ومعابد وثنية ومقر إقامة الحاكم وحصن وقلعة وحمامات للمياه، من الحجر والآجر.
اتبع أومورتاج سياسة القمع ضد المسيحيين. مُجد الإمبراطور باسيل الثاني بتمثال يظهره كمحارب يدافع عن المسيحية الأرثوذكسية ضد هجمات الإمبراطورية البلغارية الواضحة والصريحة إلى حدّ كبير.